# São Sebastião do Paraíso
São Sebastião do Paraíso, amtlich Município de São Sebastião do Paraíso, ist eine Mittelstadt im Südwesten des brasilianischen Bundesstaates Minas Gerais. Sie grenzt an den Bundesstaat São Paulo und ist 400 km von der Hauptstadt Belo Horizonte entfernt.

## Geographie
Umliegende Orte sind São Tomás de Aquino, Capetinga, Pratápolis, Fortaleza de Minas, Jacuí, Monte Santo de Minas, Itamogi und im angrenzenden Bundesstaat Santo Antônio da Alegria (SP), Altinópolis (SP) und Patrocínio Paulista (SP).

## Geschichte
Bereits 1821 begann eine erste Besiedlung. Am 13. September 1870 erhielt der Weiler den Status als Vila de São Sebastião do Paraíso, 1873 den einer Cidade, womit die Selbstverwaltungsrechte verbunden waren. Aus Italien stammende Emigranten hatten einen großen Einfluss auf die Entwicklung der Gemeinde.

## Stadtverwaltung
Die Exekutive liegt nach der Kommunalwahl in Brasilien 2016 für die Amtszeit von 2017 bis 2020 bei dem Stadtpräfekten (Bürgermeister) Walker Américo Oliveira des Partido Trabalhista Brasileiro (PTB). Sein Vorgänger Rêmolo Aloise des Partido da Social Democracia Brasileira (PSDB) musste bereits am 19. September 2016 wegen eines Skandals zurücktreten. Dabei ging es um Überweisungen an das der Familie Aloise gehörende Hospital Sagrado Coração de Jesus. Die Legislative liegt bei einem Stadtrat (Câmara Municipal) aus zehn gewählten Stadtverordneten (vereadores).

## Einwohnerentwicklung
| Jahr | Einwohner |
| ---- | --------- |
| 1872 | 19.428    |
| 1890 | 15.194*   |
| 1900 | 25.623    |
| 1920 | 37.537    |
| 1940 | 28.815*   |
| 1950 | 22.658*   |
| 1960 | 25.298    |
| 1970 | 28.538    |
| 1980 | 39.565    |
| 1991 | 49.053    |
| 2000 | 58.335    |
| 2010 | 64 980    |
| 2019 | 70.956    |

* Bevölkerungsrückgänge begründen sich durch Gebietsreformen, als Distrikte des Munizips zu eigenständigen Gemeinden wurden.

## Söhne und Töchter der Stadt
- Lima (1942–2025), Fußballspieler
- Evandro Amorim Barbosa (* 1992), Schachgroßmeister